# ヤン・バールタ
ヤン・バールタ（Jan Bárta、1984年12月7日 - ）は、チェコ、キヨフ出身の自転車競技（ロードレース）選手。

## 来歴

### 2003年
- チェコ選手権・U23部門 個人ロードレース 優勝

### 2007年
- コシツェ〜タトリ〜コシツェ 総合優勝

### 2009年
- オーストリア一周 区間1勝

### 2011年
- ツアー・オブ・ブリテン 総合3位

### 2012年
- セッティマーナ・インテルナツィオナーレ・ディ・コッピ・エ・バルタリ 総合優勝
- ルント・ウム・ケルン 優勝
- チェコ選手権・個人タイムトライアル(ITT) 優勝
- 世界選手権・ITT 7位

### 2013年
- シュラキエム・グロドゥフ・ピアストヴキチュ 総合優勝、ポイント賞
- チェコ選手権　優勝　(ロードレース・個人タイムトライアル)

### 2014年
- チェコ選手権　優勝　(個人タイムトライアル)

### 2015年
- チェコ選手権　優勝　(個人タイムトライアル)

### 2017年
- チェコ選手権　優勝　(個人タイムトライアル)

### 2019年
- ツール・ド・ロワール＝エ＝シェール（英語版） 総合優勝
- ツール・ド・ハンガリー（英語版） 区間優勝（プロローグ）
- チェコ選手権　優勝　(個人タイムトライアル)